# Zeewolde

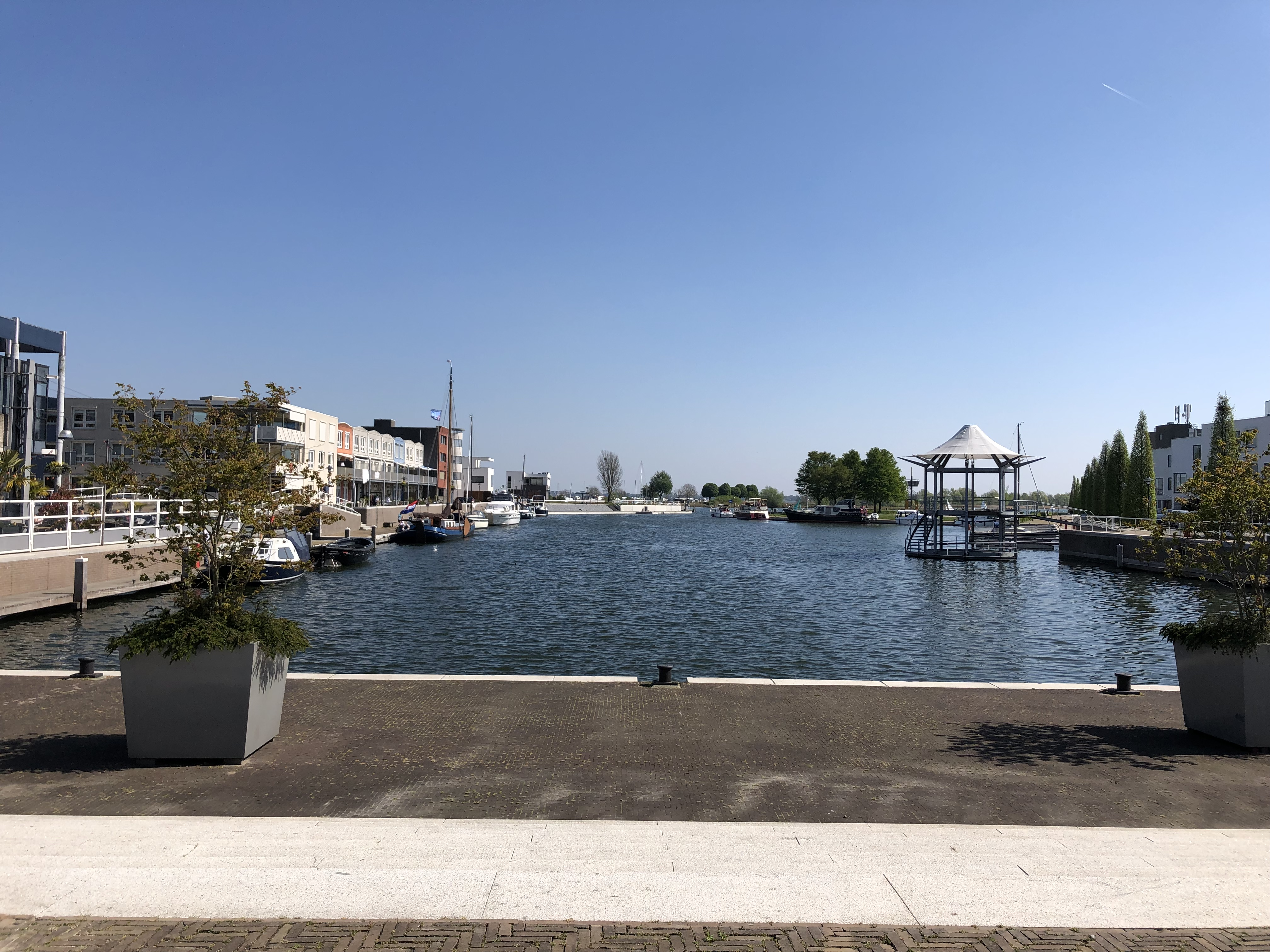
Puerto de Zeewolde

Zeewolde es un municipio situado en la provincia de Flevoland, en los Países Bajos. Tiene una población estimada, a inicios de 2024, de 23 899 habitantes.
Su superficie total es de 268.86 km², de los cuales 21.63 km² están cubiertos de agua.
El municipio se constituyó en 1984 y, como la mayor parte de Flevoland, se asienta sobre tierras que han sido drenadas en el siglo XX, tras haber sido inundadas por la bahía de Zuiderzee en la Edad Media.
Situado en el pólder de Flevoland, de carácter principalmente agrícola, cuenta con un pequeño lago y al sur un bosque caducifolio llamado Horsterwold. Entre los atractivos del municipio se cuenta Nivel del mar, escultura de Richard Serra.